# Jordan McRae
Jordan McRae (Savannah, 28 de março de 1991) é um jogador norte-americano de basquete profissional que atualmente está sem clube, tendo como sua última equipe o Baskonia. Foi draftado em 2014 na segunda rodada pelo San Antonio Spurs. Ele fez parte do time campeão da NBA de 2016 atuando pelo Cleveland Cavaliers.